# Liste des espèces végétales protégées en Basse-Normandie
La liste des espèces protégées en Basse-Normandie est une liste officielle définie par le gouvernement français, recensant les espèces végétales qui sont protégées sur le territoire de la région Basse-Normandie, en complément de celles qui sont déjà protégées sur le territoire métropolitain. Elle a été publiée dans un arrêté du 27 avril 1995.

## Lichens
- Cladonia rangiferina (L.) Web. ex Wigg.
- Lobaria pulmonaria (L.) Hoffm.

## Bryophytes

### Hépatiques
- Blasia pusilla L.
- Douinia ovata (Dicks.) Buch.
- Lepidozia cupressina (Sw.) Linbenb.
- Ptilidium ciliare (L.) Hampe
- Southbya nigrella (De not.) Henriq.

### Mousses
- Andreaea crassinervia Bruch
- Andreaea rothii  F.Weber & D.Mohr
- Andraea rupestris Hedw.
- Desmatodon heimii (Hedw.) R.H.Zander
- Dicranella palustre (Dicks.) M.Stech
- Dicranum spurium Hedw.
- Octodiceras fontanum (Bach.Pyl.) Steud.
- Rhytidium rugosum (Hedw.) Kindb.
- Sanionia uncinata (Hedw.) Loeske

## Ptéridophytes
- Asplenium marinum L., Doradille marine
- Asplenium septentrionale (L.) Hoffm., Doradille du Nord
- Botrychium lunaria (L.) Sw., Botryche lunaire
- Cystopteris fragilis (L.) Bernh., Capillaire blanche
- Equisetum hyemale L., Prêle d'hiver
- Equisetum sylvaticum L., Prêle des bois
- Gymnocarpium dryopteris (L.) Newman, Dryoptéris de Linné
- Huperzia selago (L.) Bernh. ex Schrank & Mart., Lycopode sélagine
- Lycopodium clavatum L., Lycopode en massue
- Phegopteris connectilis (Michx.) Watt, Polypode du hêtre

## Phanérogames angiospermes

### Monocotylédones
- Agrostis curtisii Kerguélen, Agrostide à soie
- Alopecurus bulbosus Gouan, Vulpin bulbeux
- Anthericum ramosum L., Phalangère rameuse
- Asparagus officinalis L. subsp. prostratus (Dumort.) Corb., Asperge prostrée
- Blysmus compressus (L.) Panz. ex Link, Scirpe comprimé
- Bromus tectorum L., Brome des toits
- Calamagrostis canescens (Weber) Roth, Calamagrostide blanchâtre
- Carex diandra Schrank, Laîche arrondie
- Carex dioica L., Laîche dioïque
- Carex humilis Leyss., Laîche humble
- Carex liparocarpos Gaudin, Laîche luisante
- Carex punctata Gaudin, Laîche ponctuée
- Carex trinervis Degl. ex Loisel., Laîche à trois nervures
- Cynosurus echinatus L., Crételle hérissée
- Dactylorhiza viridis (L.) R.M.Bateman, Pridgeon & M.W.Chase anciennement Coeloglossum viride (L.) Hartman, Orchis vert
- Deschampsia setacea (Huds.) Hack., Canche des marais
- Eleocharis ovata (Roth) Roem. & Schult., Scirpe ovale
- Eleocharis quinqueflora (Hartmann) O.Swartz, Scirpe pauciflore
- Epipactis atrorubens (Hoffm.) Besser, Epipactis brun rouge
- Eriophorum latifolium Hoppe, Linaigrette à feuilles larges
- Eriophorum vaginatum L., Linaigrette engainée
- Fritillaria meleagris L., Fritillaire pintade
- Herminium monorchis (L.) R.Br., Herminium à un seul bulbe
- Hordeum marinum Huds., Orge maritime
- Juncus capitatus Weigel, Jonc capité
- Juncus pygmaeus Rich., Jonc nain
- Juncus tenageia Ehrh. ex L.f., Jonc des marécages
- Koeleria pyramidata (Lam.) P.Beauv., Koelérie pyramidale
- Leersia oryzoides (L.) Sw., Leersie faux riz
- Maianthemum bifolium (L.) F.W.Schmidt, Petit muguet à deux feuilles
- Narthecium ossifragum (L.) Huds., Ossifrage ou brise-os
- Ophrys fuciflora (F.W.Schmidt) Moench, Ophrys frelon
- Ophrys litigiosa E.G.Camus anciennement Ophrys sphegodes Mill. ssp. litigiosa (Camus) Bech., Ophrys litigieux
- Orchis anthropophora (L.) All. anciennement Aceras anthropophorum (L.) Ait F., Acéras homme-pendu
- Orchis militaris L., Orchis militaire
- Orchis simia Lam., Orchis singe
- Phleum phleoides (L.) H.Karst., Fléole de Boehmer
- Polypogon monspeliensis (L.) Desf., Polypogon de Montpellier
- Potamogeton coloratus Hornem., Potamot coloré
- Potamogeton compressus L., Potamot comprimé
- Potamogeton nodosus Poir., Potamot noueux
- Potamogeton rutilus Wolfg., Potamot rougeâtre
- Potamogeton × zizii W.D.J.Koch ex Roth, Potamot de Zizi
- Pseudorchis albida (L.) A.Löve & D.Löve, Pseudorchis blanc
- Puccinellia rupestris (With.) Fernald et Weath., Glycérie rupestre
- Rhynchospora fusca (L.) W.T.Ait., Rhynchospore fauve
- Romulea columnae Sebast. & Mauri, Romulée à petites fleurs
- Ruppia maritima L., Ruppie maritime
- Schoenoplectus pungens (Vahl) Palla anciennement Scirpus pungens Vahl, Scirpe piquant
- Sesleria caerulea subsp. caerulea anciennement Sesleria albicans Kit. ex Schultes ssp albicans, Seslérie bleue
- Sparganium minimum Wallr., Petit rubanier
- Spartina maritima (Curtis) Fernald, Spartine maritime
- Trichophorum cespitosum subsp. germanicum (Palla) Hegi anciennement Scirpus cespitosus L. ssp germanicus (Palla) Brodd., Scirpe cespiteux
- Zostera marina L., Zostère marine
- Zostera noltii Hornem., Zostère naine

### Dicotylédones
- Achillea maritima (L.) Ehrend. & Y.P.Guo anciennement Otanthus maritimus (L.) Hoffm. et Link, Diotis maritime
- Actaea spicata L., Actée en épi
- Alchemilla xanthochlora Rothm., Alchemille vert jaunâtre
- Antennaria dioica (L.) Gaertn., Pied de chat dioïque
- Aristolochia clematitis L., Aristoloche clématite
- Asarum europaeum L., Asaret ou cabaret
- Atriplex littoralis L., Arroche du littoral
- Atropa belladonna L., Belladone
- Brassica oleracea L., Chou sauvage
- Bupleurum falcatum L., Buplèvre en faux
- Campanula glomerata L., Campanule agglomérée
- Campanula patula L., Campanule étalée
- Cardamine bulbifera (L.) Crantz anciennement Dentaria bulbifera L., Dentaire bulbifère
- Cardamine impatiens L., Cardamine impatiente
- Carthamus lanatus L., Centaurée laineuse
- Centaurium littorale (Turner) Gilmour, Petite centaurée du littoral
- Centaurium pulchellum subsp. morierei (Corb.) P.Fourn. anciennement Centaurium morierei (Corb.) Ronniger, Centaurée de Morière
- Ceratophyllum submersum L., Cornifle submergée
- Chondrilla juncea L., Chondrille à tige de jonc
- Cirsium tuberosum (L.) All., Cirse bulbeux
- Clematis flammula L., Clématite flamme
- Coronilla minima L., Coronille mineure
- Cytisus scoparius subsp. maritimus (Rouy) Heywood anciennement Sarothamnus scoparius (L.) Wimm. ssp maritimus', Genêt à balais maritime
- Erica ciliaris Loefl. ex L., Bruyère ciliée
- Erodium maritimum (L.) L'Hér., Bec de grue maritime
- Euphorbia esula L., Euphorbe ésule
- Exaculum pusillum (Lam.) Caruel, Cicendie fluette
- Fallopia dumetorum (L.) Holub anciennement Polygonum dumetorum L., Renouée des haies
- Filipendula vulgaris Moench, Filipendule
- Frankenia laevis L., Frankénie
- Galeopsis ladanum subsp. villosa (Huds.) Celak. anciennement Galeopsis segetum Neck., Galéopsis douteux
- Galium palustre subsp. debile (Desv.) Berher anciennement Galium debile Desv., Gaillet faible
- Genista pilosa L., Genêt poilu
- Genista sagittalis L. anciennement Chamaespartium sagittale (L.) P. Gibbs, Genêt ailé
- Gentiana cruciata L., Gentiane croisette
- Gentianella campestris (L.) Börner, Gentianelle des champs
- Gentianella germanica (Wild.) Börner, Gentianelle d'Allemagne
- Geranium sanguineum L., Géranium sanguin
- Geum rivale L., Benoîte des ruisseaux
- Globularia bisnagarica L. anciennement Globularia punctata Lapeyr., Globulaire vulgaire
- Hippuris vulgaris L., Pesse d'eau
- Hymenolobus procumbens (L.) Nutt. ex Schinz & Thell., Hyménolobe couché
- Hypericum montanum L., Millepertuis des montagnes
- Illecebrum verticillatum L., Illécèbre verticillé
- Impatiens noli-tangere L., Balsamine des bois
- Inula britannica L., Inule britannique
- Inula salicina L., Inule à feuilles de saule
- Isopyrum thalictroides L., Isopyre faux pigamon
- Lathraea clandestina L., Lathrée clandestine
- Lathyrus palustris L., Gesse des marais
- Libanotis pyrenaica (L.) O.Schwarz anciennement Seseli libanotis (L.) W.D.J.Koch, Libanotis
- Limbarda crithmoides (L.) Dumort. anciennement Inula crithmoides L., Inule faux crithme
- Limosella aquatica L., Limoselle aquatique
- Linaria arenaria DC., Linaire des sables
- Ludwigia palustris (L.) Elliot, Ludwigie des marais
- Melampyrum cristatum L., Mélampyre à crêtes
- Myosotis stricta Link ex Roem. et Schult., Myosotis raide
- Myrica gale L., Piment royal ou bois-sent-bon
- Myriophyllum verticillatum L., Myriophylle verticillé
- Nymphoides peltata (S.G.Gmel.) Kuntze, Faux nénuphar
- Oenanthe pimpinelloides L., Œnanthe faux boucage
- Parnassia palustris L., Parnassie des marais
- Pedicularis palustris L., Pédiculaire des marais
- Persicaria mitis (Schrank) Assenov anciennement Polygonum mite Sckrank, Renouée douce
- Peucedanum gallicum Latourr., Peucédan de France
- Phyteuma orbiculare subsp. tenerum (R.Schulz) Braun-Blanq. anciennement Phyteuma tenerum R.Schulz, Raiponce délicate
- Pinguicula vulgaris L., Grassette commune
- Polycarpon tetraphyllum (L.) L., Polycarpon à quatre feuilles
- Polygonum maritimum L., Renouée maritime
- Potentilla anglica Laichard, Potentille d'Angleterre
- Prunella grandiflora (L.) Scholler, Brunelle à grandes fleurs
- Pulsatilla vulgaris Mill., Anémone pulsatille
- Pyrola minor L., Petite pyrole
- Ranunculus ololeucos J.Lloyd., Renoncule toute blanche
- Ranunculus paludosus Poir., Renoncule des marais
- Rubia peregrina L., Garance voyageuse
- Ruta graveolens L., Rue odorante
- Sagina nodosa (L.) Fenzl., Sagine noueuse
- Sanguisorba officinalis L., Sanguisorbe officinale
- Scleranthus perennis L., Scléranthe vivace
- Sedum cepaea L., Orpin paniculé
- Seseli montanum L., Séséli des montagnes
- Spergula morisonii Boreau, Spargoute printanière
- Stachys alpina L., Epiaire des Alpes
- Stachys germanica L., Epiaire d'Allemagne
- Stachys recta L., Epiaire droite
- Stellaria nemorum L. subsp. memorum, Stellaire des bois
- Suaeda vera Forssk. ex J.F.Gmel., Soude vraie
- Teucrium montanum L., Germandrée des montagnes
- Teucrium scordium L. ssp scordioides (Schreb.) Arcang., Germandrée des marais
- Tephroseris helenitis subsp. candida (Corb.) B.Nord. anciennement Senecio helenitis L. Schinz et Thell. ssp candidus (Corb.) Brunerye, Séneçon blanchâtre
- Thalictrum minus L. subsp. minus, Petit pigamon
- Trapa natans L., Châtaigne d'eau
- Trifolium bocconei Savi, Trèfle de Boccone
- Trifolium maritimum Huds. anciennement Trifolium squamosum L., Trèfle maritime
- Trifolium strictum L., Trèfle raide
- Tuberaria guttata (L.) Fourr., Hélianthème à gouttes
- Turritis glabra L. anciennement Arabis glabra (L.) Bernh., Tourette glabre
- Utricularia australis R.Br., Utriculaire citrine
- Utricularia minor L., Petite utriculaire
- Vaccinium oxycoccos L., Canneberge
- Vaccinium vitis-idaea L., Vigne du Mont Ida
- Veronica spicata L., Véronique en épi
- Vincetoxicum hirundinaria Medik., Dompte-venin
- Viola lactea Sm., Violette blanchâtre